# Coupe d'Angleterre de football 2000-2001
Navigation
Coupe d'Angleterre 1999-2000 Coupe d'Angleterre 2001-2002
La Coupe d'Angleterre de football 2000-2001 est la 120e édition de la Coupe d'Angleterre de football. 
Liverpool FC remporte sa sixième Coupe d'Angleterre de football au détriment d'Arsenal FC sur le score de 2-1, au cours d'une finale jouée la première fois au Millennium Stadium de Cardiff, le stade de Wembley à Londres étant en démolition pour y construire un nouveau stade.

## Quarts de finale
Les quarts de finale ont lieu le 10 et 11 mars 2001.
La surprise des quarts de finale vient du club de deuxième division  Wycombe Wanderers qui gagne chez le club de Premier League  Leicester City .
| Équipe 1        | Résultat | Équipe 2          |
| --------------- | -------- | ----------------- |
| Arsenal FC      | 3 - 0    | Blackburn Rovers  |
| Leicester City  | 1 - 2    | Wycombe Wanderers |
| Tranmere Rovers | 2 - 4    | Liverpool         |
| West Ham United | 2 - 3    | Tottenham Hotspur |

## Demi-finales
Les demi-finales ont lieu le 8 mars 2001.
Le parcours du club de deuxième division  Wycombe Wanderers s'arrête à Villa Park de Birmingham contre le futur vainqueur du trophée.
| Équipe 1          | Résultat | Équipe 2          |
| ----------------- | -------- | ----------------- |
| Arsenal FC        | 2 - 1    | Tottenham Hotspur |
| Wycombe Wanderers | 1 - 2    | Liverpool         |

## Finale
Lors de la première finale de la Coupe d'Angleterre au Millennium Stadium de Cardiff, Arsenal marque à 20 minutes de la fin du match par Freddie Ljungberg. À huit minutes de la fin, Michael Owen égalise pour les Reds et marquera six minutes plus tard le but de la victoire. Liverpool réussi cette saison un triplé avec la Coupe de la Ligue remportée en février dans le même stade et la Coupe UEFA remportée une semaine plus tard. Le double buteur de la FA Cup, Michael Owen, remportera cette année le Ballon d'or.
| Finale de la Coupe d'Angleterre 2001 | Arsenal FC | 1 – 2   | Liverpool | Millennium Stadium, Cardiff                 |                                             |
| 12 mai 2001 15h00                    |            | (0 – 0) |           | Spectateurs : 72 500 Arbitrage : Steve Dunn | Spectateurs : 72 500 Arbitrage : Steve Dunn |
| 12 mai 2001 15h00                    | Rapport    |         |           | Spectateurs : 72 500 Arbitrage : Steve Dunn | Spectateurs : 72 500 Arbitrage : Steve Dunn |